# Dipartimento di Atamisqui
Atamisqui è un dipartimento argentino, situato nella parte centrale della provincia di Santiago del Estero, con capoluogo Villa Atamisqui.
Esso confina a nord e a ovest con il dipartimento di Loreto, a est e a nord-est con i dipartimenti di Avellaneda e San Martín, a sud-est con il dipartimento di Salavina, e a sud con il dipartimento di Ojo de Agua.
Secondo il censimento del 2001, su un territorio di 2.259 km², la popolazione ammontava a 9.809 abitanti.
Municipi e “comisiones municipales” del dipartimento sono:
- Estación Atamisqui
- Medellín
- Villa Atamisqui